# Ommatophora burrowsi
Ommatophora burrowsi är en fjärilsart som beskrevs av Louis Beethoven Prout 1922. Ommatophora burrowsi ingår i släktet Ommatophora och familjen nattflyn. Inga underarter finns listade i Catalogue of Life.